# Ruschia pollardii
Ruschia pollardii är en isörtsväxtart som beskrevs av Hans Christian Friedrich. Ruschia pollardii ingår i släktet Ruschia och familjen isörtsväxter. Inga underarter finns listade i Catalogue of Life.